# Pepin II Akwitański
Pepin II, zwany Młodszym (ur. 823, zm. po 864 w Senlis) – król Akwitanii z dynastii Karolingów. Najstarszy syn króla Akwitanii Pepina I i Ingeltrudy, córki Teudeberta, hrabia Madrie, wnuk cesarza Ludwika Pobożnego.
Po śmierci ojca w 838 r. Pepin II został okrzyknięty przez możnych królem Akwitanii. Cesarz Ludwik pozbawił jednak 15-letniego Pepina jego królestwa i przekazał je swojemu najmłodszemu synowi Karolowi Łysemu. Akwitańczycy nie uznali jednak władzy Karola i pozostali wierni Pepinowi. Kiedy cesarz Ludwik zażądał, aby wysłali Pepina na dwór cesarski do Akwizgranu, celem edukacji młodego króla, Akwitańczycy odmówili. Do 841 r. Pepin miał pełną władzę nad Akwitanią. Później jednak wmieszał się w wojnę domową, jaka rozgorzała po śmierci Ludwika w 840 r. między jego synami - najstarszym Lotarem a młodszymi Ludwikiem i Karolem. Pepin opowiedział się po stronie Lotara i w 841 r. ruszył na czele swych wojsk na pomoc Lotarowi. Brał udział w bitwie pod Fontenay. Pepin zmierzył się tam z siłami Karola Łysego i pokonał je, jednak wojska Lotara przegrały starcie z siłami Ludwika i cała bitwa została przegrana. Pepin powrócił do Akwitanii i kontynuował wojnę z Karolem Łysym, królem Zachodnich Franków.
W 844 r. Pepin popełnił wielki błąd prosząc o pomoc wojskową wikinga-awanturnika, jarla Oskara. Pepin poprowadził siły wikingów w górę Garonny aż po Tuluzę, przymykając oko na rabunki i gwałty jakich dopuszczali się jego sojusznicy. W 845 r. Pepin doszedł do porozumienia z Seguinem z Bordeaux, dotychczasowym stronnikiem Karola Łysego. Pepin nadał Seguinowi tytuł księcia Gaskonii i wspomagał go w walce z prawowitym księciem, Sanchem II. W 847 r. jarl Oskar opanował Bordeaux. Jego poczynania sprawiły, że poparcie dla Pepina zaczęło się zmniejszać. Nie pomogło wsparcie brata Karola, który został pojmany przez siły Karola Łysego.
Rządy Pepina II dobiegły końca w 852 r., kiedy został on pojmany przez Sancha II Gaskońskiego i przekazany Karolowi Łysemu. Został on następnie zesłany do klasztoru św. Medarda w Soissons. Rozpoczęły się walki o władzę nad Akwitanią. Na wieść o upadku Pepina, król Ludwik Niemiecki wysłał swojego syna Ludwika Młodszego, aby ten zajął Akwitanię. Ludwik doszedł do Limoges, ale w 855 r. wycofał się z powrotem na wschód. Karol Łysy nadał wówczas Akwitanię swojemu młodszemu synowi, Karolowi.
W 854 r. Pepin uciekł z więzienia i odzyskał częściowo poparcie w Akwitanii. Wikingowie tymczasem umocnili się w dolinie Loary, zajmują Poitiers, Angoulême, Périgueux, Limoges, Clermont i Bourges, podczas gdy Karol Łysy próbował podporządkować sobie Pepina. W 857 r. Pepin dołączył do wikingów i  porzucił chrześcijaństwo na rzecz kultu Odyna. Brał udział w najeździe wikingów na Tuluzę. Został pojmany przez siły Karola Łysego jeszcze w 864 r. Na mocy edyktu z Pistres został pozbawiony królestwa oraz uwięziony w Senlis, gdzie zmarł niedługo później.